# Hirtella mutisii
Hirtella mutisii är en tvåhjärtbladig växtart som beskrevs av Ellsworth Paine Killip och José Cuatrecasas. Hirtella mutisii ingår i släktet Hirtella och familjen Chrysobalanaceae. Inga underarter finns listade i Catalogue of Life.